# 乌兰沙勒
乌兰沙勒也作乌兰诺尔，是一个位于中国内蒙古自治区锡林郭勒盟苏尼特右旗乌日根塔拉镇境内的鹹水湖，湖名为蒙古语“红色的墙壁”的意思。乌兰沙勒地处乌日根塔拉镇政府驻地东北约26千米，水位937米，水面面积3.53平方千米，水深7～9米。湖南面与呼吉尔音淖尔相连通。湖周围有20多平方千米沼泽，多小湖泊。西侧有连接苏尼特左旗和苏尼特右旗的101省道。
2021年苏尼特右旗人民政府在主要河湖管理范围的公告中，乌兰沙勒根据历史洪痕划定的管理范围面积46.59平方千米，划界长度40.22千米。